# Alexis Niz
Alexis Jorge Niz (Rafaela, 17 maggio 1988) è un ex calciatore argentino, di ruolo difensore.

## Caratteristiche tecniche
È un difensore centrale.

## Carriera
È cresciuto nelle giovanili dell'Atlético Rafaela.

## Statistiche

### Presenze e reti nei club
Statistiche aggiornate al 17 marzo 2018.
| Stagione                   | Squadra                    | Campionato                 | Campionato | Campionato | Coppe nazionali | Coppe nazionali | Coppe nazionali | Coppe continentali | Coppe continentali | Coppe continentali | Altre coppe | Altre coppe | Altre coppe | Totale | Totale | Totale |
| Stagione                   | Squadra                    | Comp                       | Pres       | Reti       | Comp            | Pres            | Reti            | Comp               | Pres               | Reti               | Comp        | Pres        | Reti        | Pres   | Reti   |        |
| -------------------------- | -------------------------- | -------------------------- | ---------- | ---------- | --------------- | --------------- | --------------- | ------------------ | ------------------ | ------------------ | ----------- | ----------- | ----------- | ------ | ------ | ------ |
| 2009-2010                  | Atlético Rafaela           | BN                         | 1          | 0          | CA              | 0               | 0               |                    | -                  | -                  |             | -           | -           | 1      | 0      |        |
| 2010-2011                  | Atlético Rafaela           | BN                         | 4          | 0          | CA              | 0               | 0               |                    | -                  | -                  |             | -           | -           | 4      | 0      |        |
| 2011-2012                  | Atlético Rafaela           | PD                         | 8          | 0          | CA              | 2               | 0               |                    | -                  | -                  |             | -           | -           | 10     | 0      |        |
| 2012-2013                  | Atlético Rafaela           | PD                         | 5          | 0          | CA              | 1               | 0               |                    | -                  | -                  |             | -           | -           | 6      | 0      |        |
| 2013-2014                  | Atlético Rafaela           | PD                         | 19         | 1          | CA              | 1               | 0               |                    | -                  | -                  |             | -           | -           | 20     | 1      |        |
| 2014                       | Atlético Rafaela           | PD                         | 4          | 0          |                 | -               | -               |                    | -                  | -                  |             | -           | -           | 4      | 0      |        |
| 2015                       | Atlético Rafaela           | PD                         | 14         | 1          | CA              | 1               | 0               |                    | -                  | -                  |             | -           | -           | 15     | 1      |        |
| Totale Atlético de Rafaela | Totale Atlético de Rafaela | Totale Atlético de Rafaela | 55         | 2          |                 | 5               | 0               |                    | -                  | -                  |             | -           | -           | 60     | 2      |        |
| 2015                       | Sarmiento (J)              | PD                         | 1          | 0          | CA              | 0               | 0               |                    | -                  | -                  |             | -           | -           | 1      | 0      |        |
| 2016                       | Sarmiento (J)              | PD                         | 10         | 0          | CA              | 1               | 0               |                    | -                  | -                  |             | -           | -           | 11     | 0      |        |
| 2016-2017                  | Sarmiento (J)              | PD                         | 18         | 1          | CA              | 0               | 0               |                    | -                  | -                  |             | -           | -           | 18     | 1      |        |
| Totale Sarmiento           | Totale Sarmiento           | Totale Sarmiento           | 29         | 1          |                 | 1               | 0               |                    | -                  | -                  |             | -           | -           | 30     | 1      |        |
| 2017-2018                  | Tigre                      | PD                         | 13         | 0          | CA              | 0               | 0               |                    | -                  | -                  |             | -           | -           | 13     | 0      |        |
| Totale carriera            | Totale carriera            | Totale carriera            | 97         | 3          |                 | 6               | 0               |                    | -                  | -                  |             | -           | -           | 103    | 3      |        |

## Palmarès

### Club

#### Competizioni nazionali
- Primera B Nacional: 1

Atlético de Rafaela: 2010-2011
- Copa de la Superliga: 1

Tigre: 2019